# Isole del Firth of Clyde
Le isole del Firth of Clyde sono il quinto più grande gruppo di isole scozzesi dopo le Ebridi Interne ed Esterne, le Orcadi e le Shetland. Si trovano nell'insenatura del Firth of Clyde, tra le contee di Ayrshire e Argyll-Bute. In tutto l'arcipelago conta circa quaranta isole e scogli, ma solo quattro sono abitate e solo nove hanno un'estensione superiore agli 0,4km². Le isole più grandi e popolose sono Arran e Bute. Sono servite da rotte di traghetti dedicate e, a differenza delle isole dei quattro arcipelaghi scozzesi più grandi, nessuna delle isole di questo gruppo è collegata tra loro o alla terraferma da ponti.

## Geologia e geografia
La geologia e la geomorfologia dell'area sono complesse e le isole e i laghi marini circostanti presentano ciascuno caratteristiche distintive. L'influenza dell'Oceano Atlantico e della corrente del Nord Atlantico creano un clima oceanico mite e umido con una grande diversità di fauna selvatica e la presenza di tre specie di rari alberi endemici.
La faglia di confine delle Highland corre oltre Bute e attraverso la parte settentrionale di Arran. Pertanto, da un punto di vista geologico, alcune isole si trovano negli altopiani e altre nelle pianure centrali. A causa della somiglianza geologica di Arran con la Scozia, a volte viene chiamata "Scozia in miniatura" e l'isola è una destinazione popolare per i geologi. Vengono ad Arran per studiare le sue morfologie ignee invasive, come sillis e dicchi, così come le sue rocce sedimentarie e metasedimentarie, di età molto variabile.
Come il resto della Scozia, il Firth of Clyde era coperto da calotte glaciali durante le ere glaciali del Pleistocene, e il paesaggio è stato molto influenzato dalle glaciazioni. I cambiamenti del livello del mare e l'innalzamento isostatico della terra dopo l'ultimo ritiro dei ghiacci hanno creato scogliere dietro le spiagge rialzate, che sono una caratteristica importante dell'intera costa. L'azione di queste forze ha reso la cartografia delle coste postglaciali un compito complesso. I vari tipi di terreno sulle isole riflettono la loro diversa geologia. Bute ha il territorio più produttivo e presenta una struttura di depositi tipica del sud-ovest della Scozia. Nelle valli erose è presente una miscela di massi argillosi e altri depositi glaciali. Altrove, soprattutto a sud e a ovest, ci sono depositi marini e di spiaggia sollevati, che in alcuni luoghi, come Stravanan, danno luogo a un paesaggio machair nell'entroterra delle baie sabbiose. Il Firth of Clyde, in cui si trovano queste isole, si trova a nord del Mare d'Irlanda e presenta numerose insenature ramificate. Alcune di queste insenature, tra cui Loch Goil, Loch Long, Gare Loch, Loch Fyne e l'estuario del fiume Clyde, hanno le loro caratteristiche sostanziali. In alcuni punti l'effetto della glaciazione sul fondale marino è pronunciato. Ad esempio, il Firth è profondo 320 metri tra Arran e Bute, anche se sono distanti solo 8 chilometri. Le isole sono tutte esposte al vento e alle maree. Vari fari, come quelli di Ailsa Craig, Pladda e Davaar, fungono da aiuto alla navigazione.

## Isole principali
Nella tabella seguente sono elencate le nove isole del Firth of Clyde con una superficie superiore agli 0,4km².
| Isola          | Nome gaelico    | Superficie | Popolazione |
| -------------- | --------------- | ---------- | ----------- |
| Ailsa Craig    | Creag Ealasaid  | 0,99 km²   | 0           |
| Arran          | Arainn          | 432 km²    | 4.629       |
| Bute           | Bòid            | 122 km²    | 6.498       |
| Davaar         | Eilean Dà Bhàrr | 0,52 km²   | 0           |
| Great Cumbrae  | Cumaradh Mòr    | 11,68 km²  | 1.376       |
| Holy Island    | Eilean Mo Laise | 2,53 km²   | 31          |
| Inchmarnock    | Innis Mheàrnaig | 2,53 km²   | 0           |
| Little Cumbrae | Cumaradh Beag   | 3,13 km²   | 0           |
| Sanda          | Àbhainn         | 1,27 km²   | 0           |

## Clima
Le isole del Firth of Clyde si trovano alla medesima latitudine della fredda regione canadese del Labrador, tuttavia l’influenza della corrente del Nord Atlantico e della Corrente del Golfo modera il clima invernale. Di conseguenza l'area gode di un clima oceanico mite e umido. Le temperature sono generalmente fresche, con una media di circa 6 °C a gennaio e 14 °C a luglio al livello del mare. La neve cade di rado al livello del mare e le gelate sono generalmente meno frequenti che sulla terraferma. Come nella maggior parte delle isole al largo della costa occidentale della Scozia, la piovosità media annua è generalmente elevata: tra 1.300 mm e i 1.900 mm l'anno. Maggio, giugno e luglio sono i mesi più soleggiati.

## Etimologia del nome
La derivazione non è certa, ma probabilmente Clyde deriva dal brittonico Clouta, divenuto poi Clut in antico gallese. Il nome significa letteralmente "lavare", probabilmente riferendosi a una dea fluviale vista come "la lavandaia".

## Storia
Le isole più grandi di questo arcipelago sono state abitate ininterrottamente fin dal Neolitico. Le culture dei loro abitanti furono influenzate dall'emergere del regno di Dalriada, a partire dal 500 d.C. Le isole furono poi assorbite politicamente nel regno emergente di Alba, guidato da Kenneth MacAlpin. Durante l'Alto Medioevo, le isole furono teatro delle incursioni vichinghe, mentre nel XIII° secolo entrarono a far parte del Regno di Scozia.

### Preistoria
Fu nel corso del Mesolitico, all'incirca nel quarto millennio a.C., che i primi esseri umani raggiunsero l'area del Firth of Clyde dopo aver lasciato probabilmente l'Irlanda. Seguì poi un'ondata di popoli che percorsero lo stesso tragitto durante il Neolitico. Gli abitanti delle isole a quel tempo svilupparono uno stile distintivo nella costruzione di strutture megalitiche conosciute oggi come Clyde Cairns: si tratta di grandi trapezi o rettangoli di roccia accostati per la sepoltura dei defunti.

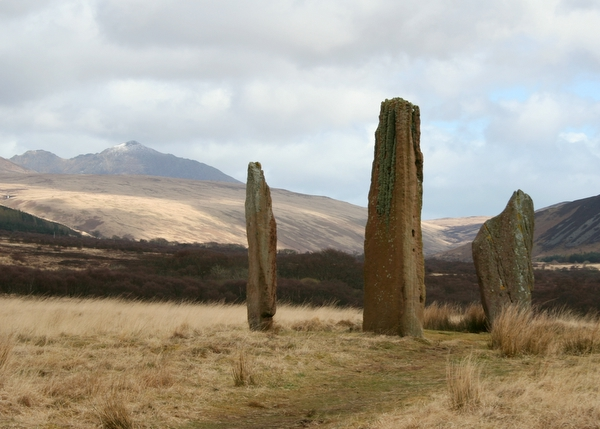
Alcuni "Clyde Cairns" sull'isola di Arran.

### Primo dominio scozzese
A partire dal II° secolo d.C., la regione fu sotto l'influenza irlandese e nel VI° secolo i Gaeli vi stabilirono il regno di Dalriada. A differenza dei primi abitanti, come i Britoni di lingua celtica, questi Gaeli parlavano una forma di gaelico. Durante questo periodo, grazie agli sforzi del vescovo Niniano di Whithorn e altri, il cristianesimo soppiantò lentamente il druidismo. Il regno di Dalriada fiorì dal dominio di Fergus Mór alla fine del V° secolo fino alle incursioni vichinghe che iniziarono al termine dell'VIII° secolo. Le isole vicine alle coste rimasero presumibilmente parte del regno di Strathclyde durante questo periodo, mentre le isole principali divennero parte dell'emergente Regno di Alba fondato da Kenneth MacAlpin.

### L'influenza vichinga
A partire dal IX° secolo e fino al XIII° secolo, le isole del Clyde costituirono una zona di confine tra i Norvegesi del Regno dell'isola di Man e la Scozia, e molte di esse erano sotto l'egemonia norrena.
A partire dall'ultima metà del XII° secolo, e poi fino all'inizio del 1200, le isole potrebbero essere state la base del potere di Somerled e dei suoi discendenti. Durante questo periodo, le isole sembrano essere passate sotto l'influenza dell'autorità del Sovrintendente di Scozia e furono rilevate del clan Stewart in espansione. Questa estensione occidentale dell'autorità scozzese sembra essere stata uno dei fattori che motivarono l'invasione norvegese della regione nel 1230, durante la quale gli invasori presero il castello di Rothesay.
Nel 1263, le truppe norvegesi comandate da Haakon Haakonarson ripeterono l'impresa, ma la successiva battaglia di Largs tra forze scozzesi e norvegesi portò a un indebolimento fatale del potere norvegese in Scozia: Haakon si ritirò nelle Orcadi, dove morì nel dicembre 1263. Dopo la sua morte, in base al Trattato di Perth del 1266, tutti i diritti che la corona norvegese vantava sulle isole furono ceduti al Regno di Scozia.

### Scozia moderna
Politicamente, dalla conclusione del Trattato di Perth nel 1266 ad oggi, tutte le isole del Clyde hanno fatto parte della Scozia. Ecclesiasticamente, a partire dall'Alto Medioevo, queste isole hanno fatto parte della diocesi di Sodor e Man, con sede a Peel sull'Isola di Man. Poi, con la Riforma scozzese del XVI° secolo, la Scozia ruppe i legami con la Chiesa Cattolica.
La metà del 1700 segnò l’inizio di un secolo di cambiamenti significativi: nuove forme di trasporto, industria e agricoltura posero fine a stili di vita che duravano da secoli. La battaglia di Culloden del 1746, ad esempio, prefigurò la fine del sistema dei clan. 
Tra la fine del XVIII° e l'inizio del XIX° secolo, il duca Alexander Hamilton (1767–1852) e altri implementarono un controverso programma di riforma agricola chiamato Highland Clearances che ebbe un effetto devastante su molti degli abitanti dell'isola di Arran. Interi villaggi furono svuotati e la cultura gaelica dell'isola subì un colpo finale.
Dal 1850 alla fine del XX° secolo, le navi mercantili conosciute come "Clyde Puffers" trasportarono una grande quantità e varietà di prodotti da e per le isole. Nel maggio 1889 fu fondata la "Caledonian Steam Packet Company" che iniziò a gestire servizi di piroscafi. Durante il XX° secolo, molte isole furono sviluppate come località turistiche sulla falsariga delle località della terraferma come Largs e Troon. 
Politicamente, dal 1890 al 1975, la maggior parte delle isole era compresa nella contea di Bute. Dalla riorganizzazione del 1975, tuttavia, le isole sono state divise più o meno equamente tra due moderne autorità comunali: Argyll e Bute e North Ayrshire. Solo le isole di Ailsa Craig e Lady Isle non fanno parte di queste due aree comunali.